# Isturgia spartiaria
Isturgia spartiaria là một loài bướm đêm trong họ Geometridae.